# پتروسلتیک
پتروسلتیک (انگلیسی: Petroceltic) شرکت نفت و گاز بریتانیایی است، که در سال ۲۰۰۳ تأسیس شد.